# Péter Szapáry
 (août 2011).
Si vous disposez d'ouvrages ou d'articles de référence ou si vous connaissez des sites web de qualité traitant du thème abordé ici, merci de compléter l'article en donnant les références utiles à sa vérifiabilité et en les liant à la section « Notes et références ».
Péter Szapáry de Muraszombath, Széchysziget et Szapár (vers 1630 - vers 1702) est un baron hongrois, seigneur héréditaire à perpétuité de Muraszombath, avec confirmation du prédicat de Szapár, par le roi Léopold I.

## Biographie
Le 9 septembre 1650, il reçoit du roi Ferdinand III : Agh-Szent-Péter, Uyfalu, Erchy et Perkáta puis, d'après l’acte du 22 mars 1660, concernant le partage des biens entre les quatre enfants d’András Szapáry, Péter Szapáry - captif des Turcs - et son frère Miklós héritent des villages serbes d’Ercsi (entièrement pour Péter), de Rácz-Szent-Péter et de Besnyő (partagés en parts égales entre Péter et Miklós). Par droit d’aînesse, Péter hérite de Szápár. Le village de Banafalu, dans le comitat de Komárom, sera partagé en quatre parts dont 6,5 pour Péter. 
D'après le diplôme comtal du 28 décembre 1722, dont ses fils Péter et Miklós furent titulaires, il reste prisonnier des Turcs, apparemment, du 28 juin 1657 à octobre 1661 et est libéré contre une rançon de 22 000 thalers impériaux.
En 1671, les armoiries familiales sont publiées avec la pleine signature de Péter Szapáry ; elles correspondent à la description donnée dans le document de 1621, reconnaissant et renouvelant la noblesse de son grand-père. En 1680, il est vicecomes (alispán) du comitat de Moson. En 1681, il est député du comitat de Moson à la Diète de Sopron et judex curiae (vice-grand juge du royaume de Hongrie). 
En 1684, il est chevalier de l’Éperon d’or (ordre pontifical). et, en 1687, est décoré de la Chaîne d’or pour sa fidélité lors des batailles de Tököly. Le 15 septembre 1687, pour 33 500 forints, il acquiert du comte Kéri (général, chambellan, Obergespan du comitat de Vas), une quarantaine de villages, fermes, seigneuries dans le comitat de Vas, entre autres, Muraszombath (Olsincz), Csernecz, Gradischa, Tropocz, Tissenna, Vancsovecs, Francócz, Petrócz, Gederócz, Sodisincz, Krajna, Kupsincz, Veseicza, Csernelocz, Palona, Norsincz, Lukavocz, Mladetincz, Moracz, Tessanocz, Sidahegy, Lak, Falkocz, Csekefalva, Kernecz, Bokrácz, Dolina, Szembiborcz, Nemesecz, Pusincz, Vanicza, Szalamoncz, Bodoncz, Szenkócz, Pusócz, Lehesmerje, Bresócz, Predanócz, Gorícza, Kosárháza, Buzincz, Obrasakoncz, Bükallya, Marcziansz, Széchysziget, Szvetehócz. 
Le 24 février 1688, confirmation de ces acquisitions par le roi Léopold I. En 1689, il fait de nouvelles acquisitions, comme plus tard : Bánk-Falu, Börcsháza, Felső-Neskenye, Pervád, Asszonyfalva, Borbaj, Néma dans les comitats de Győr et de Veszprém. 
Le 3 mai 1690, à Laxenbourg, il est fait baron hongrois, seigneur héréditaire à perpétuité de Muraszombath, avec confirmation du prédicat de Szápár, par le roi Léopold I. Cette qualification de « seigneur à perpétuité », concernant les familles hongroises, fut rare et on n’en connaît que peu de cas : les Szapáry, Széchenyi, Nádasdy, parmi quelques autres. La copie du titre de baron n’existe plus, car Péter Szapáry ne l’avait pas fait publier en 1690. Ce titre est cité dans le diplôme comtal de 1722. 
Impliqué dans de nombreux procès, fiancé 15 février 1667, il se marie à Čun (Čunovo), comitat de Moson, (aujourd’hui en Slovaquie), le 6 novembre 1667, avec Zsófia Egresdy, née en 1650, fille de Boldizsár Egresdy, né en 1599, mort à Čun, le 1er mars 1671, enterré à Čun, en mai 1671, député du comitat de Nyitra qui avait épousé Zsuzsanna von Armpruszter ou Armbruster, morte à Vienne, le 15 octobre 1667, enterrée à Čun, le 3 novembre 1667, quelques jours avant le mariage de sa fille.
On peut supposer qu’il meurt soit en 1702 ou après en un lieu inconnu ou en 1707, au château des comtes Batthyány, à Német-Újvár.

## Source
- Claude-André Donadello, Les comtes Szapáry, barons de Muraszombath, seigneurs de Széchysziget et Szápár, 2003.